# Jan Holmgren
Jan R. Holmgren (* 1944) ist ein schwedischer Mediziner, bekannt für die Erforschung der Cholera und Impfstoffentwicklung dagegen. Er ist seit 1980 Professor für medizinische Mikrobiologie und Immunologie an der Universität Göteborg als Nachfolger von Örjan Ouchterlony.
Holmgren wurde 1969 promoviert. Neben seiner Professur ist er Direktor des Instituts für Impfstoffforschung der Universität Göteborg (GUVAX).
Er befasst sich mit mukosaler Immunologie und besonders Cholera. Er entdeckte die AB-Untereinheit des Cholera-Toxins und dessen Funktion und das GM1 Gangliosid als Rezeptor des Toxins. Er entwickelte einen Cholera-Impfstoff (oral B subunit-whole cell cholera vaccine) und einen gegen ETEC. Aus Teilen des Cholera-Toxins entwickelte er in seiner Gruppe auch Mittel, um die Immunantwort bei Autoimmunkrankheiten zu regulieren.
1994 erhielt er den Louis-Jeantet-Preis. Außerdem erhielt er 1977 den Preis der Schwedischen Akademie der Wissenschaften für Medizin (Hilda und Alfred Erikssons Preis), 1994 den Söderbergska Preis der schwedischen medizinischen Gesellschaft. Für 2018 wurde Holmgren der Prinz-Mahidol-Preis zugesprochen und für 2024 der Park MahnHoon Award zugesprochen.
Er ist Mitglied der Königlich Schwedischen Akademie der Wissenschaften und der schwedischen Ingenieursakademie. Von 1995  bis 2016 gehörte er dem Rat der Knut und Alice Wallenberg Stiftung an.

## Schriften
- mit C. Czerkinsky: Mucosal immunity and vaccines. Nature Med., Band 11, 2005,  S. 45–53
- mit J. Sanchez: Virulence factors, pathogenesis and vaccine protection in cholera and ETEC diarrhea,  Curr Opin in Immunology, Band 17, 2005, S. 388–398.
- mit J.Sanchez: Cholera toxin structure, gene regulation and pathophysiological and immunological aspects, Cell Mol. Life Sci., Band 65, 2008, S. 1347–1360